# Wind (empresa de telecomunicaciones)
Wind Telecomunicazioni S.p.A., más conocida como Wind, era una empresa de telecomunicaciones italiana del grupo VimpelCom Ltd., que ofrecía servicios de telefonía móvil y, a través de Infostrada, también de telefonía fija, Internet e IPTV.
Fue fundada el 1 de diciembre de 1997 por Enel, France Télécom y Deutsche Telekom, y luego pasó en 2005 bajo el control de Weather Investments, que en 2011 pasará a formar parte del grupo VimpelCom.
El 31 de diciembre de 2016 se completó la fusión entre 3 Italia y Wind en Wind Tre. Este proyecto de fusión, llevado a cabo por CK Hutchison Holdings y VimpelCom, preveía la creación de una empresa conjunta equitativa para combinar los servicios de telefonía en Italia. Sin embargo, la marca Wind permaneció activa hasta el 16 de marzo de 2020, cuando fue sustituida por la marca única Wind Tre.
Wind tenía 21,6 millones de clientes de telefonía móvil con una cuota de mercado del 22,9% (situándose detrás de TIM y Vodafone) y 2,8 millones de clientes de telefonía fija con una cuota de mercado del 13,2% (lo que le convierte en el segundo mayor operador de telefonía fija, detrás de Telecom Italia). La empresa presta servicios a través de una red de 159 tiendas propias y alrededor de 498 puntos de venta exclusivos en franquicia bajo la marca Wind, así como 396 cadenas de tiendas de electrónica.

## Historia
Wind Telecomunicazioni S.p.A. fue fundada el 1 de diciembre de 1997 por Enel, France Télécom y Deutsche Telekom, que vendió Wind en 2005 a Weather Investments.
En 1999 Olivetti vende Infostrada a Mannesmann y en 2001 pasará a ser propiedad de Enel, que la incorporará en 2002 a Wind.
En 2006, el grupo nombró a Khaled Bichara director de operaciones de la empresa.
En 2011, Wind pasó a formar parte del grupo VimpelCom, tras la fusión entre la empresa rusa y la egipcia Orascom Telecom: el recién nacido grupo nombró a Khaled Bichara presidente de Wind y Ossama Bessada director general, tras la salida de Luigi Gubitosi.
Wind fue el tercer operador de telefonía móvil en incorporarse al mercado italiano, después de Telecom Italia Mobile (TIM) y Vodafone (antes Omnitel).
Wind disponía de una red GSM (900/1800/E900), GPRS, EDGE, UMTS (videollamada y banda ancha móvil), HSPA y LTE. Si bien la red GSM/GPRS/EDGE está disponible en casi todas partes, UMTS, HSPA y LTE siguen expandiéndose en el país. Wind también ha sido el proveedor exclusivo para Italia de i-mode.
En abril de 2013, Wind anunció que invertiría 1.300 millones de dólares en la construcción de una red de banda ancha móvil de cuarta generación (4G) para alcanzar a sus rivales TIM y Vodafone.
Durante 2015 y 2016, se estipuló un acuerdo entre CK Hutchison Holdings, propietario de 3 Italia, y VimpelCom para la creación de una empresa conjunta igualitaria en Italia.
El 31 de diciembre de 2016, Wind Telecomunicazioni S.p.A. se fusionó con H3G S.p.A. para formar Wind Tre S.p.A.
A pesar de la fusión, las marcas Wind e Infostrada continuaron operando independientemente de la marca 3 Italia en el sector privado.
El 23 de mayo de 2017 Wind Business se fusionó con 3 Business, dando vida a Wind Tre Business, que combina todos los servicios dedicados a clientes y empresas inscritas en el IVA.
El 16 de marzo de 2020, tras completarse la fusión de las redes móviles Wind-3 a finales de 2019, la empresa llevó a cabo un cambio de marca, sustituyendo las antiguas marcas Wind y 3 Italia por la nueva marca única Wind Tre, ambas para telefonía móvil y para telefonía fija.

## Infostrada

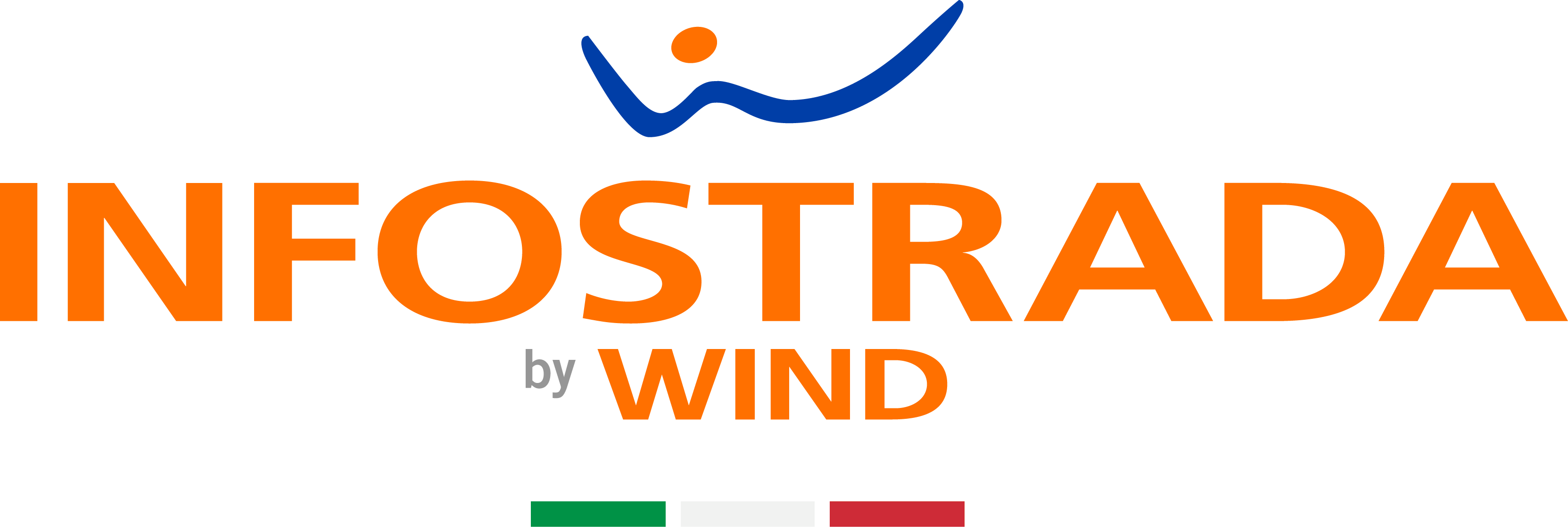
Infostrada

Infostrada, más conocida como Wind Infostrada, era la marca de Wind Telecomunicazioni S.p.A., que se ocupaba de sus servicios de telefonía fija, XDSL y fibra óptica.
Nació en 1996 a partir de un acuerdo entre Olivetti Telemedia y Bell Atlantic, con el objetivo de competir con Telecom Italia en el sector de la telefonía fija.
A finales de 1996, la empresa contaba con 430 empleados y cerró el primer ejercicio con una facturación de 72 mil millones de liras.
En 1997, Mannesmann tomó el relevo del socio estadounidense y controló Infostrada a través de la holandesa Olivetti Mobile Telephony Services B.V., luego OliMan B.V. (50,1% Olivetti, 49,9% Mannesmann), que también se convertirá en accionista de Omnitel.
En 1998, Infostrada llegó a un acuerdo con Ferrovie dello Stato que prevé la adquisición del derecho de acceso a la infraestructura del FS para el tendido de cables telefónicos y el derecho a utilizar parte de los cables de fibra óptica de la red del FS (aproximadamente 1770 km ), durante 30 años.
En 1999 Olivetti vende Infostrada a Mannesmann y en 2001 pasará a ser propiedad de Enel, que la incorporará en 2002 a Wind.
El 31 de diciembre de 2016, Wind Telecomunicazioni S.p.A. se fusionó con Wind Tre S.p.A. y, como también sucedió con Wind, la marca seguirá siendo utilizada por la empresa hasta el cambio de marca en marzo de 2020.